# Kumulativna distribucija
Kumulativna distribucija, u statistici se koristi često kumulativna raspodjela frekvencija koje se inače distribuiraju normalno (Normalna raspodjela) jer grafički prikaz u linearnom koordinatnom sustavu raspodjele tih kumuliranih frekvencija ima osobit oblik razvučenog slova S.